# Typ 93 ASM
Die Typ 93  Air-to-Ship Missile (japanisch 93式空対艦誘導弾 ‚Luft-Schiff-Lenkflugkörper Typ 93‘, auch ASM-2)  ist ein luftgestützter Seezielflugkörper der japanischen Selbstverteidigungsstreitkräften.

## Allgemeines
Die 1995 in Dienst gestellte Waffe ist Teil einer Waffenfamilie von Seezielflugkörpern, die vom Festland, von Schiffen und aus der Luft abgefeuert werden kann. Sie ist Weiterentwicklungen der Typ 80 ASM.
Die ASM-2 verfügt über einen Turbojetantrieb, der ihr die doppelte Reichweite der ASM-1 ermöglicht sowie einen von der Firma Fujitsu entwickelten Infrarotsuchkopf.